# Cyrtopogon villosus
Cyrtopogon villosus là một loài ruồi trong họ Asilidae. Cyrtopogon villosus được Lehr miêu tả năm 1998. Loài này phân bố ở vùng Cổ Bắc giới.